# Terutung Pedi
Terutung Pedi is een bestuurslaag in het regentschap Aceh Tenggara van de provincie Atjeh, Indonesië. Terutung Pedi telt 759 inwoners (volkstelling 2010).